# Sinistro
Sinistro est un groupe portugais de doom metal, originaire de Lisbonne.

## Histoire
Sinistro est formé en 2011 à Lisbonne. Leur premier album sort l'année suivante sur Raging Planet Records. Les trois musiciens impliqués dans ce premier album, le batteur Paulo « P » Lafaia, le bassiste Fernando « F » Matias et le guitariste et chanteur « Y », apparaissent sous les initiales de leurs prénoms, mais font référence à d'autres projets auxquels ils participent, tels que We Are the Damned, Besta et Mourning Lenore. Le premier album éponyme sort en 2012 et est très bien accueilli par la critique. Avec l'album Cidade, sorti en 2013, l'actrice Patrícia Andrade rejoint le groupe en tant que chanteuse.
Pour le troisième album studio, un deuxième guitariste, Ricardo « R » Correia, rejoint le groupe dès 2014. L'album Semente, sorti en 2016 via Season of Mist, obtient une reconnaissance internationale et est élu album de l'année par le magazine portugais Loud! La sortie est suivie de concerts internationaux. Parmi celles-ci, une tournée commune avec Paradise Lost en 2017 et des représentations au Roadburn Festival 2016 et au Graspop Metal Meeting 2017,, qui sont saluées comme particulièrement énergiques et expressives. La performance d'Andrade est notamment mise en avant,. Lors de l'enregistrement du quatrième album studio, « Y » quitte le groupe et est remplacé par Rick Chain en tant que guitariste. Avec la sortie de Sangue Cássia en 2018, tous les membres du groupe apparaissent sous leur nom complet. Pour soutenir la sortie, le groupe effectue une nouvelle tournée européenne, cette fois-ci principalement dans les pays scandinaves.

## Style musical
Le style musical joué par Sinistro est considérée comme faisant partie du spectre du doom metal. Le style musical est décrit comme étant particulièrement originale et ne pouvant pas être classée dans un genre précis. Un aspect important de la musique est le chant de Patrícia Andrade, qui est considéré comme faisant partie de la tradition du fado portugais,,,. En outre, le groupe est associé à d'autres genres. Ainsi, des qualificatifs de style comme metal alternatif, post-rock, post-metal progressif et trip hop sont cités dans des critiques et différents interprètes comme Portishead, Mogwai, Tool, dredg, Radiohead, Chelsea Wolfe, Darkher, Garbage, My Dying Bride et Candlemass sont utilisés comme comparaisons,,,,. Le groupe qualifie en revanche le style joué de doom rock, tout en admettant dans des interviews ne pas se situer clairement dans un genre.

« Je dirai qu'on évolue entre le doom, le metal et le rock. On est probablement quelque part dans ce « trio », mais en même temps on appartient à aucun des trois complètement dans le sens traditionnel. Peut-être qu'on est dans un no man's land, à la frontière. »

— Patrícia Andrade dans une interview avec metal1.info
La musique ainsi jouée est décrite par le groupe comme « un mur de guitares massif combiné à des couches de claviers sombres et à une performance vocale émotionnelle. » Dans les critiques, le chant est souvent souligné comme étant expressif et émotionnel,,,. Dans les critiques, le chant est décrit comme étant « universellement émotionnel », « atmosphériquement pénétrant » et « charmant », pouvant « transmettre, comme un succube, aussi bien la ruine que l'érotisme séduisant. »
Le reste de la musique, en particulier le jeu de guitare associé à la lenteur et à la rudesse, est considéré comme contrastant avec le chant émotionnel et les arrangements de claviers mélodieux,,. Les arrangements de claviers sont considérés comme proches du trip-hop. Ce faisant, le groupe équilibrait des contrastes atmosphériques persistants. « Le groupe maîtrise la fusion de la lenteur et de l'agitation, de la plainte et de la colère, de la simplicité et de la rupture de style. » Pendant ce temps, le contraste entre les éléments mélodieux que sont le chant et le clavier et l'instrumentation occasionnellement dissonante. « De temps en temps, Sinistro expérimente des passages psychédéliques au piano, au choix en frappant violemment les touches ou en jouant des mélodies suaves. À d'autres moments, il y a des guitares sciées qui rappellent par leur dissonance le froid nordique du black metal. »

## Discographie
- 2012 : Sinistro (album, Raging Planet Records)
- 2013 : Cidade (album, Raging Planet Records)
- 2016 : Semente (album, Season of Mist)
- 2018 : Sangue Cássia (album, Season of Mist)
- 2024 : Vértice (album, Alma Mater Records)